# Feliks Perl

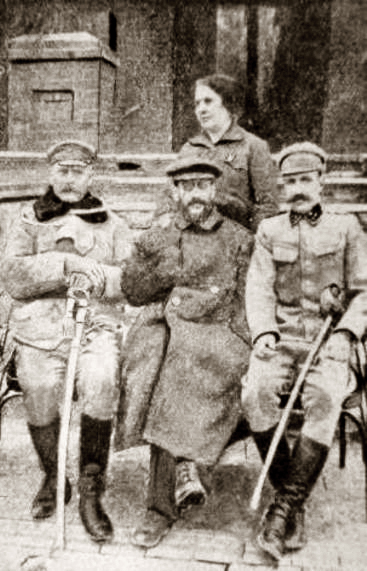
Feliks (w środku) i Teresa Perlowie z Rajmundem Jaworowskim (po lewej) i Tomaszem Arciszewskim (po prawej)

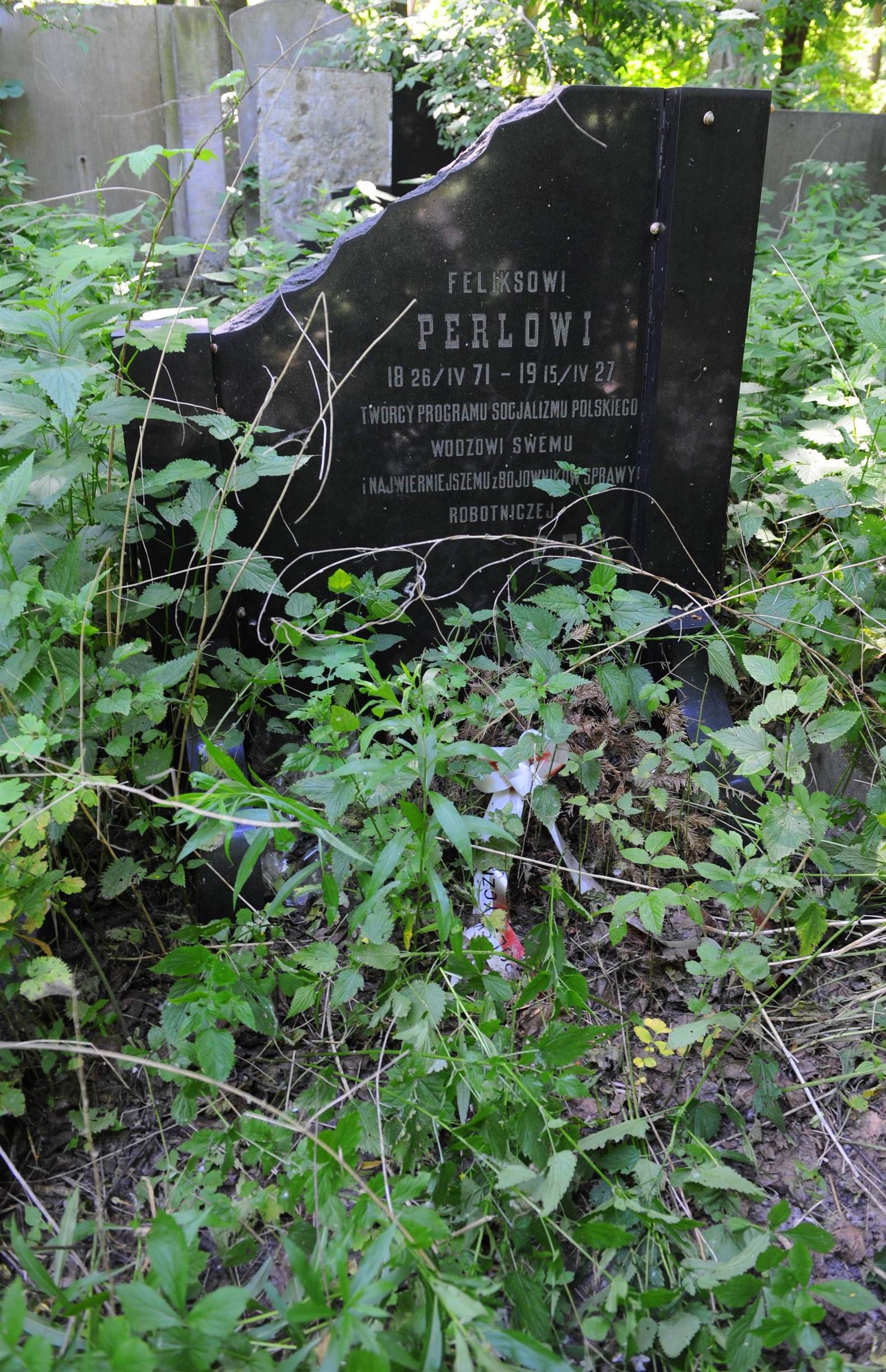
Grób Perla na cmentarzu żydowskim przy ulicy Okopowej w Warszawie

Feliks Perl, ps. „Res”, „Juliusz”, „Latarnik”, „Rewolucjonista”, „Feliks” (ur. 26 kwietnia 1871 w Warszawie, zm. 15 kwietnia 1927 tamże) – polski działacz socjalistyczny i publicysta.

## Życiorys
Urodził się w zasymilowanej rodzinie żydowskiej. Jego dziad Rafał (zm. 1848) był członkiem zarządu gminy żydowskiej w Warszawie. Ojciec Feliksa Dawid (zm. 1916) brał udział w powstaniu styczniowym i był z tego powodu aresztowany. Jego matką była Feliksa Rozalia Winawer. Miał siostrę Melanię Perl.
W 1888 roku ukończył gimnazjum i rozpoczął studia prawnicze na Uniwersytecie Warszawskim. W tym czasie, razem z Bolesławem Jędrzejowskim, pisał odezwy dla Socjalno-Rewolucyjnej Partii „Proletariat”, tzw. II Proletariatu. Prześladowania wobec uczestników ruchu zmusiły go do wyjazdu za granicę. Początkowo do Berlina, skąd został wydalony, następnie w 1892 roku do Paryża. Uczestnik z ramienia Proletariatu tzw. Zjazdu paryskiego tworzącego Związek Zagraniczny Socjalistów Polskich, a tym samym PPS. Rząd francuski wydalił go za granicę Francji. Perl przeniósł się do Londynu, a następnie Berna. Stamtąd wysyłał artykuły do „Przedświtu” i pisał doktorat. Po pewnym czasie znów przeniósł się do Londynu. W 1887, po zjeździe Związku Zagranicznego Socjalistów Polskich, wyjechał do Lwowa. Po aresztowaniu Józefa Piłsudskiego w 1900 wyjechał do zaboru rosyjskiego objąć redakcję „Robotnika” w Kijowie, Rydze i Warszawie.
W 1900 poślubił Teresę Perl. Aresztowany przypadkowo na ulicy w Warszawie w sierpniu 1904 został osadzony w X Pawilonie Cytadeli Warszawskiej. Od 1906 r. w PPS-Frakcji Rewolucyjnej. Był jednym z głównych architektów niepodległościowej linii PPS. Po pewnym czasie znów aresztowany, po wypuszczeniu zaś przeniósł się do Galicji. Zamieszkał w Krakowie, a następnie we Lwowie. W okresie 1912–1914 sprzeciwiając się polityce Józefa Piłsudskiego stworzył PPS Opozycję.
Po wybuchu I wojny światowej powrócił wraz z innymi do PPS-Frakcji i udał się do Kongresówki, gdzie uczestniczył w akcji strzeleckiej Józefa Piłsudskiego. Członek Rady Polskiej Organizacji Narodowej. Od 1915 był głównym organizatorem Polskiej Partii Socjalistycznej w okupowanym przez państwa centralne Królestwie Polskim.
W latach 1915–1927 był redaktorem naczelnym Robotnika. Członek kierownictwa Zjednoczenia Stronnictw Niepodległościowych z ramienia PPS w 1915 roku. Członek Centralnego Komitetu Narodowego w Warszawie (XII 1915 – II 1917) pracownikiem Rady Departamentu Pracy Tymczasowej Rady Stanu. Był jednym z czołowych działaczy Komisji Porozumiewawczej Stronnictw Demokratycznych.
Od 1919 r. zasiadał we władzach naczelnych PPS oraz był posłem na Sejm. Od 1924 do 1926 był przewodniczącym Centralnego Komitetu Wykonawczego PPS. Po przewrocie majowym niechętny Piłsudskiemu, którego oskarżał o antydemokratyzm i porzucenie programu PPS. Jego pogrzeb stał się wielką manifestacją, w której uczestniczyły tysiące robotników. Kondukt przeszedł od placu Zbawiciela, ulicą Marszałkowską, Alejami Jerozolimskimi, Nowym Światem, przez plac Teatralny do placu Bankowego, a dalej Lesznem i ulicą Okopową. W pogrzebie uczestniczyli: Aleksandra Piłsudska, Stanisław Wojciechowski, Maciej Rataj, Walery Sławek, Andrzej Strug i Wacław Sieroszewski. Nad trumną przykrytą czerwonym sztandarem, na której położono ostatni numer Robotnika i zdjęcie zmarłego, wśród robotników z ostentacyjnie odkrytymi głowami przemawiał Mieczysław Niedziałkowski. Został pochowany na cmentarzu żydowskim przy ulicy Okopowej w Warszawie (kwatera 24, rząd 2).
Pośmiertnie w 1931 nadano mu Krzyż Niepodległości, jednak wdowa po Feliksie Perlu, Teresa Perl odmówiła jego przyjęcia.
Jego stryjecznym wnukiem był Jan Lityński (1946–2021), działacz opozycji demokratycznej w PRL i wieloletni poseł na Sejm III RP.

## Publikacje
- Krótka historia wielkiej rewolucji francuskiej, Londyn 1896, Kraków 1903;
- Adam Mickiewicz, Londyn 1898, Petersburg 1905, Warszawa 1906;
- Socjalizm dzieckiem chrześcijaństwa, Kraków 1906;
- Płace robotnicze a strajk, Warszawa 1906;
- Wilhelm Liebknecht, Warszawa 1906;
- Koordynacja czy utożsamienie, Warszawa 1906;
- Komunizm w pierwotnym chrześcijaństwie, Warszawa 1906;
- Kilka słów o naszym stosunku do rewolucji rosyjskiej, Warszawa 1907;
- Systemy wyborcze ważniejszych państw konstytucyjnych, Warszawa 1907;
- Kwestia polska w oświetleniu socjalnej demokracji polskiej, Warszawa 1907;
- Patriotyzm i socjalizm, Warszawa 1907, Warszawa 1909;
- Dzieje ruchu socjalistycznego w zaborze rosyjskim, Warszawa 1910, Warszawa 1932, Warszawa 1958;
- Rewolucja 1848 r. we Francji, Warszawa-Kraków 1911;
- Jak odpowiadać na zarzuty przeciwników?, Warszawa 1913;
- O związkach zawodowych i ich znaczeniu dla klasy robotniczej, Dąbrowa Górnicza 1916;
- Esdectwo w walce z socjalizmem naukowym, Warszawa 1917;
- O bolszewizmie i bolszewikach, Warszawa 1918.